# Yves II de Bellême
Yves II de Bellême fut le 4e seigneur de Bellême.

## Biographie
Son existence a été ignorée, rejetée ou confondue par nombre d'auteurs. G.H. White rejette son existence alors que J. Boussard le signale comme 5e fils d'Yves Ier et le nomme à l'origine d'une branche de la famille installée dans le Maine, mais aucune preuve ne permet d'appuyer cette théorie. J. Depoin est le seul avant Gérard Louise à détecter sa présence à la tête de la seigneurie de Bellême, mais il le confond au cours de son analyse avec Yves l'Ancien et Yves III, évêque de Sées. Orderic Vital ignore son existence.
Les témoignages qui permettent d'attester de son accession à la tête de la seigneurie de Bellême sont une notice de l'abbaye de Marmoutier dans laquelle il est dit qu'il fait une donation après la mort de son neveu Robert et une notice contenue dans le Cartulaire de Saint-Père de Chartres précise une donation faite après la mort de Guillaume et de son fils Robert, Yves a succédé à la tête de la seigneurie de Bellême. Les raisons de sa prise de pouvoir peuvent s'expliquer par une minorité des fils de Guillaume, la bâtardise ou une usurpation.
C'est peut-être lui qui apparaît, dans un acte de l'abbaye Saint-Vincent du Mans, avec son frère Guillaume laïc entre 1012 et 1017. Il fait vers 1030-1035 avec son frère Avesgaud, évêque du Mans, une donation de domaines situés en Saosnois à la même abbaye,.
Comme presque tous les membres de la famille dans le premier tiers du XIe siècle, il détient un bien à Bellême ou à proximité. Il dispose d'un verger et de vignes. Il détient en outre des domaines autour de Dancé et de Sainte-Gauburge.
Rien n'est connu de sa famille ou de sa descendance. Son neveu, Guillaume II Talvas de Bellême, lui succède.